# Sândominic
Sândominic (en hongrois: Csíkszentdomokos) est une commune roumaine du județ de Harghita, dans le Pays sicule (aire ethno-culturel et linguistique), dans la région historique de Transylvanie. Elle est composée d'un seul village du même nom.

## Démographie
Lors du recensement de 2011, 96,66 % de la population se déclarent hongrois, 1,35 se déclarent roms, 1,58 % des habitants déclarent appartenir à une autre ethnie et 0,39 % ne déclarent pas s'appartenance ethnique.

## Politique
| Parti | Parti                                      | Sièges |
| ----- | ------------------------------------------ | ------ |
|       | Union démocrate magyare de Roumanie (UDMR) | 13     |
|       | Alliance magyar de Transylvanie (PPMT)     | 2      |

## Personnalités
- Áron Márton, (1896-1980), évêque catholique hongro-roumain.